# Stok narciarski Sabat
Stacja narciarska Sabat w Krajnie-Zagórzu – część całorocznego, rodzinnego ośrodka rozrywki w Krajnie-Zagórzu (województwo świętokrzyskie, ok. 20 km od Kielc). Stok narciarski funkcjonuje od roku 1999, a ośrodek został otwarty w roku 2012. Stok narciarski jest najdłuższym stokiem w województwie.

## Stacja narciarska
Stok narciarski „Sabat” położony jest na wysokości od 330 do 425 m n.p.m. Jest sztucznie naśnieżany, ratrakowany i oświetlony. Na górę prowadzą dwa wyciągi talerzykowe o długości 745 m każdy, które mogą obsłużyć 1400 osób/h. Przy stoku działa szkółka narciarska z wyciągiem taśmowo-dywanowym o długości 100 m oraz wypożyczalnia sprzętu narciarskiego. Trasa zjazdowa liczy 850 m długości z trasą boczną. Od 2012 roku na terenie ośrodka funkcjonuje nowoczesny snowpark o długości 250 m. W sekcji dla początkujących znajdują się 3 boxy proste, box łamany oraz mała skocznia, a dla zaawansowanych: streetowy rail, podwójnie łamana poręcz rainbow oraz duża skocznia, pozwalająca na skoki o długości 8-11 metrów. Z górnej stacji wyciągu rozciąga się widok na Dolinę Wilkowską oraz Pasmo Klonowskie i pasmo Łysogór z Łysicą i położoną poniżej miejscowość, Święta Katarzyna.

## Pozostałe atrakcje ośrodka

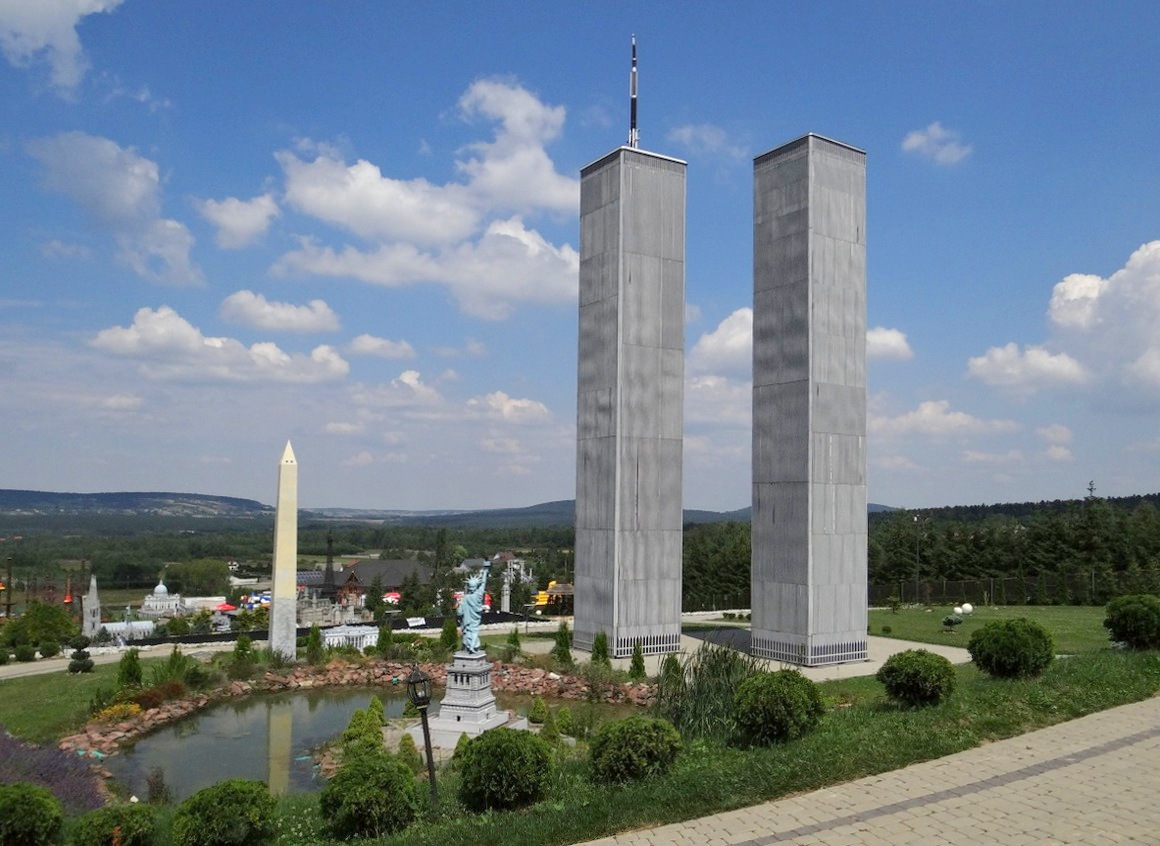
Modele World Trade Center i Statui Wolności w parku miniatur

- Park Miniatur z 37 modelami obiektów architektonicznych z różnych krajów świata i miejsc stworzonych przez naturę, w większości w skali 1:25.
- park linowy (5 tras)
- restauracja
- kino 3D
- bawialnia
- ponadto zjeżdżalnie, zorbing, autodrom, karuzela gondolowa i inne.

## Nagrody i wyróżnienia
- Konkurs „Sposób na Sukces” pod honorowym patronatem Prezydenta RP – nagroda w kategorii rodzinnej – 2014 r.
- Nagroda „Wędrowca Świętokrzyskiego” w kategorii „Atrakcja Turystyczna” – 2013 r.
- Szlak Kulinarny Województwa Świętokrzyskiego za drągoły, czyli pierogi z bobem oraz goły z okrasą
- Finalista konkursu topatrakcje.pl – 1. miejsce w kategorii „Park Miniatur”